# Championnat de Chypre de football 2022-2023
Navigation
Édition précédente Édition suivante
La saison 2022-2023 du championnat de Chypre de football est la 84e édition du championnat de Chypre de football. Elle oppose les douze meilleurs clubs de Chypre lors d'une première phase de vingt-deux journées. À l'issue de cette première phase, les six premiers disputent la poule pour le titre, tandis que les huit suivants prennent part à la poule de relégation où les trois derniers sont directement relégués en Second Division.
Quatre places qualificatives pour les compétitions européennes seront attribuées par le biais du championnat (1 place au deuxième tour de qualification de la Ligue des champions 2023-2024, 2 places au deuxième tour de qualification de la Ligue Europa Conférence 2023-2024, une autre place au deuxième tour de qualification de la Ligue Europa Conférence 2023-2024 est garantie au vainqueur de la Coupe.
L'Apollon Limassol est le tenant du titre.
L'Aris Limassol remporte le 1er titre de champion de Chypre de son histoire, s'assurant le sacre à une journée de la fin.

## Participants
| \| Apollon Limassol AEL Limassol Omónia Nicosie APOEL Nicosie Anórthosis Famagouste AEK Larnaca Paphos FC Doxa Katokopias Karmiótissa Nea Salamina Olympiakos Nicosie Aris Limassol Akrítas Paralímni \| Localisation des clubs engagés dans le championnat. |
| Apollon Limassol AEL Limassol Omónia Nicosie APOEL Nicosie Anórthosis Famagouste AEK Larnaca Paphos FC Doxa Katokopias Karmiótissa Nea Salamina Olympiakos Nicosie Aris Limassol Akrítas Paralímni                                                           |

Légende des couleurs
- Troisième tour de qualification de la Ligue des champions 2022-2023
- Deuxième tour de qualification de la Ligue des champions 2022-2023
- Troisième tour de qualification de la Ligue Europa 2022-2023
- Deuxième tour de qualification de la Ligue Europa Conférence 2022-2023
- Promu de D2

| Club                    | Se maintient depuis | Classement 2021-2022 | Stade                               | Capacité théorique |
| ----------------------- | ------------------- | -------------------- | ----------------------------------- | ------------------ |
| Apollon Limassol        | 1957                | 1er                  | Stade Tsírio                        | 13 331             |
| AEK Larnaca             | 2010                | 2e                   | AEK Arena Geórgios-Karapatákis (el) | 8 000              |
| APOEL Nicosie           | 1934                | 3e                   | Stade GSP                           | 22 859             |
| Aris Limassol           | 2021                | 4e                   | Stade Tsírio                        | 13 331             |
| Anórthosis Famagouste   | 1948                | 5e                   | Stade Antonis-Papadopoulos          | 10 230             |
| Paphos FC               | 2017                | 6e                   | Stade Stélios-Kyriakídis            | 9 394              |
| Omónia Nicosie          | 1953                | 7e                   | Stade GSP                           | 22 859             |
| AEL Limassol            | 1997                | 8e                   | Stade Tsírio                        | 13 331             |
| Olympiakos Nicosie      | 2019                | 9e                   | Stade Makarios                      | 16 000             |
| Doxa Katokopias         | 2012                | 10e                  | Stade Makarios                      | 16 000             |
| Karmiótissa FC          | 2022                | 1er (D2)             | Stade Ammochostos                   | 5 500              |
| Nea Salamina Famagouste | 2022                | 2e (D2)              | Stade Ammochostos                   | 5 500              |
| Akrítas Chlórakas       | 2022                | 3e (D2)              | Stade Stélios-Kyriakídis            | 9 394              |
| Énosis Néon Paralímni   | 2022                | 4e (D2)              | Stade Tásos-Márkou (el)             | 5 800              |

## Compétition
Comme il y a eu quatre promotions la saison passée et deux relégations, le championnat passe cette saison à quatorze participants.

### Première phase

#### Classement
Le classement est établi sur le barème de points classique (victoire à 3 points, match nul à 1, défaite à 0). Pour départager les égalités, on tient d'abord compte des points en confrontations directes, puis de la différence de buts en confrontations directes, puis de la différence de buts générale, puis du nombre de buts marqués.
| Rang | Équipe                    | Pts | J  | G  | N  | P  | Bp | Bc | Diff |
| ---- | ------------------------- | --- | -- | -- | -- | -- | -- | -- | ---- |
| 1    | APOEL Nicosie             | 59  | 26 | 18 | 5  | 3  | 40 | 13 | +27  |
| 2    | AEK Larnaca               | 57  | 26 | 18 | 3  | 5  | 46 | 21 | +25  |
| 3    | Aris Limassol             | 53  | 26 | 15 | 8  | 3  | 46 | 20 | +26  |
| 4    | Paphos FC                 | 50  | 26 | 14 | 8  | 4  | 38 | 20 | +18  |
| 5    | Apollon LimassolT         | 44  | 26 | 13 | 5  | 7  | 34 | 27 | +7   |
| 6    | Omónia Nicosie            | 41  | 26 | 13 | 2  | 11 | 37 | 28 | +9   |
| 7    | Nea Salamina Famagouste P | 38  | 26 | 12 | 2  | 12 | 27 | 34 | -7   |
| 8    | AEL Limassol              | 35  | 26 | 10 | 5  | 10 | 21 | 20 | +1   |
| 9    | Anórthosis Famagouste     | 33  | 26 | 9  | 6  | 11 | 22 | 30 | -8   |
| 10   | Karmiótissa FC P          | 27  | 26 | 7  | 6  | 13 | 25 | 40 | -15  |
| 11   | Énosis Néon Paralímni P   | 21  | 26 | 6  | 3  | 17 | 22 | 38 | -16  |
| 12   | Doxa Katokopias           | 21  | 26 | 5  | 6  | 15 | 18 | 36 | -18  |
| 13   | Olympiakos Nicosie        | 16  | 26 | 2  | 10 | 14 | 16 | 30 | -14  |
| 14   | Akrítas Chlórakas P       | 12  | 26 | 3  | 3  | 20 | 15 | 50 | -35  |

Qualifications
- 1er au 6e : Groupe championnat
- 7e au 14e : Groupe relégation

Abréviations

#### Résultats
| Résultats (▼dom., ►ext.)                                   | AEK | AEL  | AKR | ANO | APO | APL | ARI | DOX | ENP | KAR | NSF | OLY | OMO | PAF |
| AEK Larnaca                                                |     | 1-0  | 1-1 | 4-0 | 2-1 | 1-0 | 4-3 | 0-0 | 3-1 | 4-0 | 1-0 | 4-2 | 2-1 | 1-0 |
| AEL Limassol                                               | 2-1 |      | 2-1 | 0-1 | 1-0 | 0-2 | 0-0 | 1-2 | 0-1 | 2-0 | 1-0 | 2-0 | 1-0 | 1-3 |
| Akrítas Chlórakas                                          | 1-2 | 0-3  |     | 1-0 | 1-2 | 1-3 | 0-3 | 1-2 | 2-1 | 0-2 | 1-2 | 0-1 | 1-0 | 0-4 |
| Anórthosis Famagouste                                      | 0-0 | 1-1  | 1-1 |     | 0-2 | 0-1 | 3-1 | 3-0 | 1-0 | 0-3 | 2-1 | 1-1 | 4-1 | 2-1 |
| APOEL Nicosie                                              | 1-0 | 0-0  | 2-0 | 1-0 |     | 3-1 | 0-1 | 1-1 | 2-0 | 0-0 | 3-0 | 1-0 | 4-0 | 1-1 |
| Apollon Limassol                                           | 2-1 | ANN. | 2-0 | 3-0 | 0-1 |     | 0-3 | 1-0 | 1-0 | 3-4 | 2-0 | 2-1 | 2-1 | 1-1 |
| Aris Limassol                                              | 1-2 | 2-1  | 0-0 | 2-0 | 1-1 | 3-1 |     | 2-1 | 2-1 | 1-2 | 3-0 | 5-0 | 1-1 | 2-2 |
| Doxa Katokopias                                            | 0-1 | 0-0  | 2-0 | 0-0 | 0-1 | 0-1 | 1-2 |     | 0-3 | 0-1 | 0-0 | 0-0 | 0-2 | 0-3 |
| Énosis Néon Paralímni                                      | 0-2 | 0-1  | 5-0 | 1-1 | 1-2 | 0-1 | 0-1 | 1-2 |     | 0-0 | 2-0 | 2-1 | 0-3 | 0-2 |
| Karmiótissa FC                                             | 1-3 | 1-2  | 1-0 | 0-2 | 1-2 | 1-1 | 0-0 | 2-1 | 1-1 |     | 1-2 | 1-0 | 1-2 | 0-1 |
| Nea Salamina Famagouste                                    | 0-2 | 2-0  | 2-1 | 0-1 | 1-3 | 1-1 | 1-3 | 1-0 | 2-0 | 2-1 |     | 2-2 | 2-1 | 0-2 |
| Olympiakos Nicosie                                         | 0-2 | 0-0  | 1-0 | 1-2 | 0-2 | 1-1 | 0-0 | 2-2 | 1-2 | 0-0 | 0-2 |     | 0-1 | 1-1 |
| Omónia Nicosie                                             | 3-2 | 1-0  | 1-0 | 2-0 | 0-2 | 2-0 | 1-2 | 2-0 | 4-0 | 4-0 | 0-1 | 4-0 |     | 0-0 |
| Paphos FC                                                  | 1-0 | 1-0  | 5-2 | 1-0 | 1-2 | 2-2 | 1-1 | 3-1 | 3-0 | 4-0 | 1-2 | 1-1 | 3-0 |     |
| - Victoire à domicile - Match nul - Victoire à l'extérieur |     |      |     |     |     |     |     |     |     |     |     |     |     |     |

Le match Apollon Limassol-AEL Limassol est annulé, mais considéré comme joué (ni victoire, ni nul, ni défaite).

### Deuxième phase

#### Groupe championnat
Les clubs conservent la totalité des points acquis lors de la première phase.
Le classement est établi sur le barème de points classique (victoire à 3 points, match nul à 1, défaite à 0). Pour départager les égalités, on tient d'abord compte des points en confrontations directes, puis de la différence de buts en confrontations directes, puis de la différence de buts générale, puis du nombre de buts marqués.
| Rang | Équipe           | Pts | J  | G  | N  | P  | Bp | Bc | Diff |
| ---- | ---------------- | --- | -- | -- | -- | -- | -- | -- | ---- |
| 1    | Aris Limassol    | 74  | 36 | 21 | 11 | 4  | 65 | 28 | +37  |
| 2    | APOEL Nicosie    | 71  | 36 | 20 | 11 | 5  | 52 | 26 | +26  |
| 3    | AEK Larnaca      | 66  | 36 | 20 | 6  | 10 | 55 | 37 | +18  |
| 4    | Paphos FC        | 63  | 36 | 17 | 12 | 7  | 60 | 30 | +30  |
| 5    | Apollon Limassol | 62  | 36 | 19 | 5  | 11 | 47 | 37 | +10  |
| 6    | Omónia Nicosie C | 49  | 36 | 15 | 4  | 17 | 43 | 42 | +1   |

Qualifications européennes
Ligue des champions 2023-2024
- 1er : deuxième tour de qualification

Ligue Europa Conférence 2023-2024
- 2e, 3e et C : deuxième tour de qualification

Abréviations
| Résultats (▼dom., ►ext.)                                   | APO | AEK | ARI | PAF | APL | OMO |
| APOEL Nicosie                                              |     | 2-1 | 4-3 | 0-0 | 0-2 | 0-0 |
| AEK Larnaca                                                | 2-2 |     | 1-1 | 1-1 | 0-1 | 2-0 |
| Aris Limassol                                              | 0-0 | 4-0 |     | 2-1 | 2-0 | 1-0 |
| Paphos FC                                                  | 1-1 | 4-0 | 2-2 |     | 2-1 | 0-1 |
| Apollon Limassol                                           | 3-2 | 1-0 | 0-1 | 0-1 |     | 3-1 |
| Omónia Nicosie                                             | 1-1 | 0-2 | 0-3 | 2-0 | 1-2 |     |
| - Victoire à domicile - Match nul - Victoire à l'extérieur |     |     |     |     |     |     |

#### Groupe relégation
Les clubs conservent la totalité des points acquis lors de la première phase.
Le classement est établi sur le barème de points classique (victoire à 3 points, match nul à 1, défaite à 0). Pour départager les égalités, on tient d'abord compte des points en confrontations directes, puis de la différence de buts en confrontations directes, puis de la différence de buts générale, puis du nombre de buts marqués.
| Rang | Équipe                  | Pts | J  | G  | N  | P  | Bp | Bc | Diff |
| ---- | ----------------------- | --- | -- | -- | -- | -- | -- | -- | ---- |
| 7    | Anórthosis Famagouste   | 63  | 40 | 18 | 9  | 13 | 52 | 44 | +8   |
| 8    | Nea Salamina Famagouste | 58  | 40 | 17 | 7  | 16 | 51 | 55 | -4   |
| 9    | AEL Limassol            | 49  | 40 | 13 | 10 | 16 | 35 | 40 | -5   |
| 10   | Karmiótissa FC          | 48  | 40 | 13 | 9  | 18 | 37 | 54 | -17  |
| 11   | Doxa Katokopias         | 39  | 40 | 10 | 9  | 17 | 32 | 56 | -24  |
| 12   | Énosis Néon Paralímni   | 37  | 40 | 10 | 7  | 21 | 40 | 52 | -12  |
| 13   | Akrítas Chlórakas       | 34  | 40 | 9  | 7  | 22 | 37 | 73 | -36  |
| 14   | Olympiakos Nicosie      | 28  | 40 | 5  | 13 | 18 | 30 | 62 | -32  |

Relégation
- 12e à 14e : relégation en Second Division

Abréviations
| Résultats (▼dom., ►ext.)                                   | NSF | AEL | ANO | KAR | ENP | DOX | OLY | AKR |
| Nea Salamina Famagouste                                    |     | 2-3 | 0-2 | 1-0 | 4-2 | 1-1 | 3-2 | 4-1 |
| AEL Limassol                                               | 3-3 |     | 0-2 | 3-0 | 1-0 | 1-1 | 0-1 | 2-2 |
| Anórthosis Famagouste                                      | 4-4 | 2-0 |     | 0-0 | 1-0 | 3-1 | 4-1 | 2-3 |
| Karmiótissa FC                                             | 1-1 | 2-0 | 1-2 |     | 2-1 | 2-1 | 0-2 | 1-0 |
| Énosis Néon Paralímni                                      | 0-0 | 3-0 | 0-0 | 0-1 |     | 1-2 | 3-0 | 5-1 |
| Doxa Katokopias                                            | 0-1 | 0-0 | 0-5 | 2-0 | 0-1 |     | 1-0 | 1-3 |
| Olympiakos Nicosie                                         | 1-0 | 1-1 | 1-2 | 1-2 | 0-0 | 1-2 |     | 2-2 |
| Akrítas Chlórakas                                          | 1-0 | 1-0 | 3-1 | 0-0 | 2-2 | 1-2 | 2-1 |     |
| - Victoire à domicile - Match nul - Victoire à l'extérieur |     |     |     |     |     |     |     |     |

## Tableau d'honneur
| Championnat de Chypre de football 2022-2023                        |                           |
| Champion                                                           | Aris Limassol (1er titre) |
| Dauphin                                                            | APOEL Nicosie             |
| Coupes et trophées                                                 |                           |
| Vainqueur de la Coupe de Chypre 2022-2023                          | Omónia Nicosie            |
| Vainqueur de la Supercoupe de Chypre 2022                          | Apollon Limassol          |
| Qualifications continentales                                       |                           |
| Ligue des champions 2023-2024                                      | Aris Limassol             |
| Ligue Europa Conférence 2023-2024                                  | Omónia Nicosie            |
| Ligue Europa Conférence 2023-2024                                  | APOEL Nicosie             |
| Ligue Europa Conférence 2023-2024                                  | AEK Larnaca               |
| Promotions et relégations                                          |                           |
| Promus en Championnat de Chypre de football                        | Othellos Athienou         |
| Promus en Championnat de Chypre de football                        | AEZ Zakakiou (en)         |
| Promus en Championnat de Chypre de football                        | Ethnikos Achna            |
| Relégués en Championnat de Chypre de football de deuxième division | EN Paralímni              |
| Relégués en Championnat de Chypre de football de deuxième division | Akrítas Chlórakas         |
| Relégués en Championnat de Chypre de football de deuxième division | Olympiakos Nicosie        |